# Onslow (Nouvelle-Zélande)
Pour les articles homonymes, voir Onslow.
Le Borough of Onslow était une localité de district, située immédiatement au nord de la capitale Wellington dans la partie sud de l'Île du Nord de la Nouvelle-Zélande.

## Toponymie
Le borough a été dénommé pour The Earl of Onslow, qui fut Gouverneur général de Nouvelle-Zélande de 1889 jusqu'en 1892. 
Son nom vient d'une ville de la paroisse de Shrewsbury St. Chad, Shropshire (en) en Angleterre.

## Accès
La Onslow Road reste le principal accès vers la banlieue de Khandallah à partir du site du mouillage.

## Histoire
Onslow fut incorporé le 13 mars 1890, dans le district englobant les banlieues de Wadestown, Crofton, Khandallah et Kaiwarra mais pas la localité de Johnsonville  , .
Il remplaçait le Kaiwarra Town Board, le Wellington District Roads Board et une petite partie de la très grande juridiction du conseil du conté de Hut (en), le Johnsonville Town Board restant indépendant .
La plus grande partie de la population de Wadestown fut amalgamée avec Wellington City en 1907, le reste en 1919.

## Maintien du Hutt County's roads

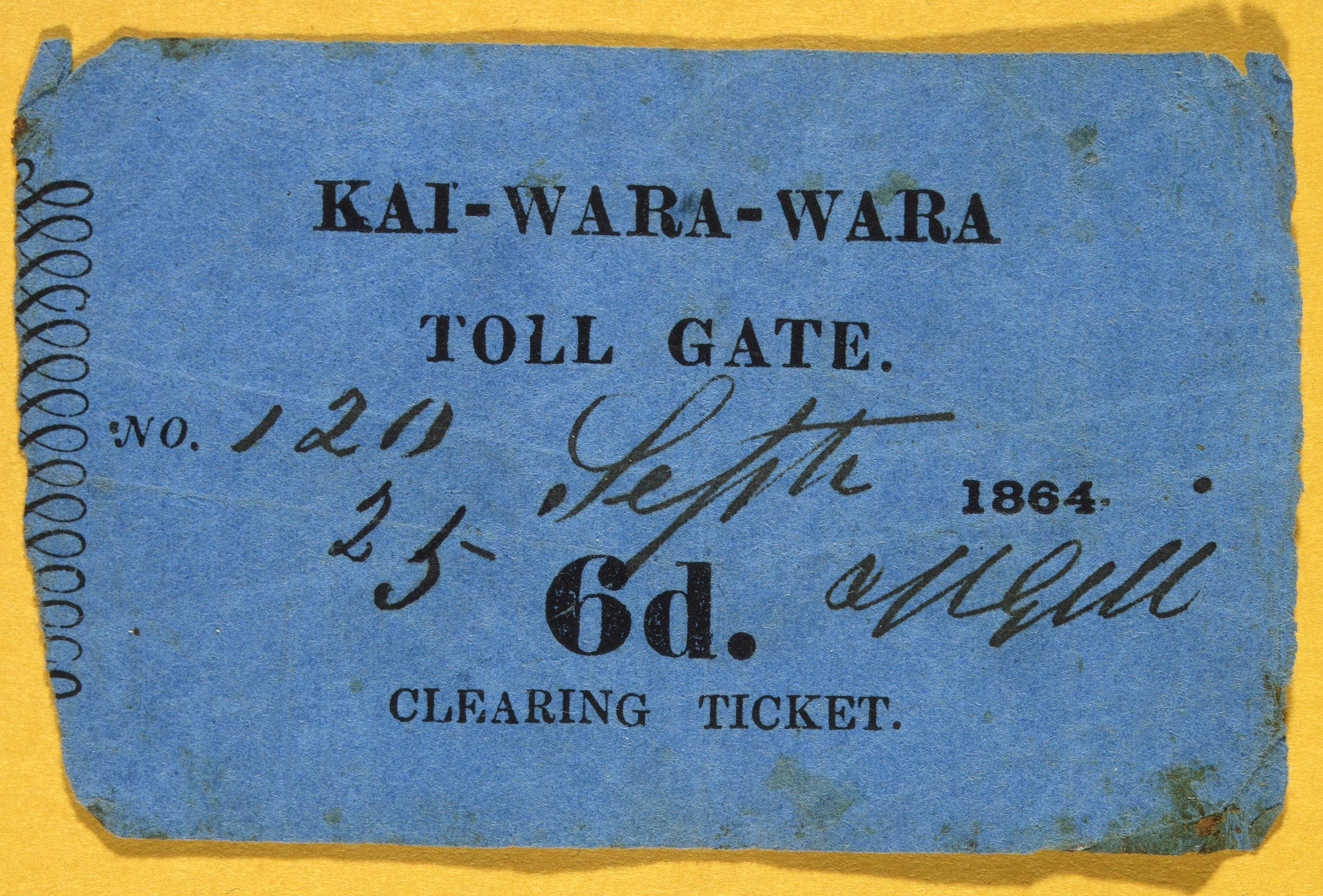
Procès verbal des limites du Conseil du comté de Hutt

L'encouragement majeur à la formation du nouveau borough fut pour le Conseil de conté de Hutt (en), l’octroi situé au niveau de Kaiwarra, mis en place pour taxer les déplacements entre Wellington et Hutt County. 
En effet, Hutt County avait imposé une taxe sur tout le trafic entrant dans Wellington et la barrière de péage était sur une partie des limites proposées pour le nouveau district du borough. 
Si le nouveau Borough d'Onslow était approuvé, ils ne pouvaient plus collecter les péages imposés par le Hutt County.
Une fois que le nouveau borough fut effectivement approuvé, Hutt County érigea donc en remplacement une barrière de péage au niveau des gorges de gorge de Ngauranga (en) et sur le trajet de la Hutt Road (en), mais cet emplacement n'affectait pas les habitants locaux d'Onslow et par là le trafic vers Wellington .
Le conseil du nouveau Borough d'Onslow loua donc l'ancienne barrière de péage comme maison de collection .
Onslow Road reste le principal accès vers Khandallah à partir des berges du mouillage.

## Fusion
Les difficultés de construction en rapport avec le drainage de Wadestown situé dans les limites d'Onslow, la subdivision du domaine de Highland Park et l'appel pour des résidents de cette zone très raide reliée à Wellington pour un réseau de tramway, conduisit à la fusion de la banlieue de Wadestown avec la cité de Wellington City en avril 1907.
Le reste du Borough d'Onslow, à la demande persistante de ses habitants, fut aussi amalgamé avec la cité de Wellington le 1er avril 1919 ,.

## Média
Le Onslow Brass Band (en) formé en 1905 changea son nom en Wellington Brass Band en 1998.

## Éducation
Le collège d’Onslow (en) ouvrit en 1956 pour améliorer l'accueil de l'école secondaire pour le district.

## Loisirs
Présence du Onslow Cricket Club.